# Grady Gaines
Grady Gaines (Waskom, 14 de mayo de 1934 - Houston, 29 de enero de 2021) fue un saxofonista estadounidense de jazz y blues, reconocido principalmente por haber colaborado con el músico Little Richard a finales de la década de 1950. Sirvió como músico de sesión y artista en directo de otros artistas como Dee Clark, Little Willie John, Sam Cooke, James Brown, Jackie Wilson y Joe Tex. En calidad de solista publicó tres álbumes de estudio.
Gaines falleció en Houston, ciudad donde se encontraba radicado, el 29 de enero de 2021 a los ochenta y seis años.

## Discografía
- Full Gain (1988), Black Top Records
- Horn of Plenty (1992), Black Top
- Jump Start (2002), Gulf Coast Entertainment

## Premios y reconocimientos
- 1993 - Artista de blues del año en el Festival Juneteenth de Houston
- 2001 - Músico local del año por la Asociación de Prensa de Houston

Fuente: